# Curtis (album)
Curtis is het derde album van de rapper 50 Cent. Het album is genoemd naar de voornaam van 50 Cent. 
De eerste single van Curtis is het nummer Straight to the Bank. Het kwam op zijn hoogst op nummer 32 in de VS. De tweede single was Amusement Park, maar nadat het nummer geflopt was, besloot 50 Cent om het album uit te stellen en een aantal nieuwe tracks toe te voegen. Een daarvan was Ayo Technology. Het nummer, geproduceerd door Timbaland, bevat een refrein van Justin Timberlake en werd in meerdere landen een grote hit. De single I'll Still Kill met Akon flopte. De ballad Follow My Lead is nooit officieel uitgekomen, maar stond wel in de Nederlandse tipparade, met als hoogste positie nummer 11.

## Tracklist
| Nr. | Nummer                             | Producer(s)               | Gastartiest(en)                 | Lengte |
| --- | ---------------------------------- | ------------------------- | ------------------------------- | ------ |
| 1   | "Intro"                            |                           |                                 | 0:50   |
| 2   | "My Gun Go Off"                    | Adam Deitch & Eric Krasno |                                 | 3:12   |
| 3   | "Man Down"                         | Detroit Red & Don Cannon  |                                 | 2:50   |
| 4   | "I'll Still Kill"                  | DJ Khalil                 | Akon                            | 3:41   |
| 5   | "I Get Money"                      | Apex                      |                                 | 3:44   |
| 6   | "Come & Go"                        | Dr. Dre                   |                                 | 3:29   |
| 7   | "Ayo Technology"                   | Timbaland & Danja         | Justin Timberlake & Timbaland   | 4:08   |
| 8   | "Follow My Lead"                   | Tha Bizness               | Robin Thicke                    | 3:18   |
| 9   | "Movin' On Up"                     | Jake One                  |                                 | 3:24   |
| 10  | "Straight to the Bank"             | Ty Fyffe & Dr. Dre        |                                 | 3:11   |
| 11  | "Amusement Park"                   | Dangerous LLC             |                                 | 3:09   |
| 12  | "Fully Loaded Clip"                | Havoc                     |                                 | 3:14   |
| 13  | "Peep Show"                        | Eminem                    | Eminem                          | 3:52   |
| 14  | "Fire"                             | Dr. Dre                   | Nicole Scherzinger & Young Buck | 2:50   |
| 15  | "All Of Me"                        | Jake One                  | Mary J. Blige                   | 3:52   |
| 16  | "Curtis 187"                       | Havoc                     |                                 | 3:58   |
| 17  | "Touch The Sky"                    | K-Lassik Beats            | Tony Yayo                       | 3:10   |
| 18  | "Hustler's Ambition" [Bonus Track] | B-Money "B$"              |                                 | 4:03   |

De track Man Down is door Interscope gecensureerd vanwege de vele gewelddadige uitingen naar de politie ("Police, get in the way, I'll murder them... I'll murder them"). De ongecensureerde versie heet Officer Down en is te vinden op G-Unit Radio Part 25 - Sabrina's Baby Boy.
Vooraf besteld bij iTunes óf in Japan gekocht, bevat Curtis een 18e track, genaamd Smile (I'm Leavin'), net als Touch The Sky geproduceerd door K-Lassik Beats.
Bij iTunes kan ook nog de Remix van "I Get Money" gedownload worden. De track heeft dezelfde beat, maar een andere tekst, en bevat coupletten van Jay-Z en Diddy, met wie 50 Cent allebei 'beef' heeft gehad in het verleden.
In Engeland was de tweede single van de soundtrack van 50 Cents film in 2005 (Get Rich Or Die Tryin' Soundtrack), Hustler's Ambition bij het album gevoegd als bonustrack.

## Hitnoteringen
| Hitlijst(2007)          | Hoogste positie |
| ----------------------- | --------------- |
| Billboard 200 (VS)      | 2               |
| ARIA Chart (Australië)  | 1               |
| Belgische Ultratop 50   | 3               |
| Canada                  | 2               |
| Nederlandse Top 40      | 3               |
| European Top 100 Albums | 1               |
| Frankrijk               | 3               |
| Duitsland               | 2               |
| Ierland                 | 1               |
| Nieuw-Zeeland           | 1               |
| Zwitserland             | 1               |
| UK Albums Chart         | 2               |
| United World Chart      | 2               |

## Singles
De streetsingle van het album heet "Straight to the Bank" en kwam op 2 april uit. Hoewel G-Unit-collega Tony Yayo in het refrein meedoet, wordt hij niet op de tracklist genoemd. De track kwam op 32 binnen in de VS en haalde daarna geen hogere positie meer.
Op 8 mei kwam de tweede single van Curtis uit, getiteld "Amusement Park". Het nummer doelt duidelijk als tweede versie van 50 Cents hit "Candy Shop", en de rapper hoopte hiermee op een grote hit, maar het nummer flopte totaal. De track kwam alleen in de VS nog net in de hitlijsten en haalde de 21e positie in de 'Bubbling Under Hot 100 Singles'-lijst.
Na de afgang van "Amusement Park" stelde 50 Cent het album uit en besloot een aantal nieuwe tracks toe te voegen. Het nummer "I Get Money", aanvankelijk slechts een promotionele single die niet op Curtis verscheen, werd na positieve reacties van het publiek alsnog op het album geplaatst. Het nummer verscheen alleen in de VS als single en behaalde daar de 15e positie in de week van 18 september (de week dat ook Curtis de hitlijsten binnenkwam).
Tot dan toe de grootste hit van Curtis was "Ayo Technology", ook na het uitstel van Curtis aan het album toegevoegd. Het nummer werd geproduceerd door Timbaland en zijn coproducent Danja. Het refrein wordt gezongen door Justin Timberlake en de brug door Timbaland zelf. Aanvankelijk heette de track "Ayo Pornography", maar er was besloten het grove 'Pornography' te censureren tot 'Technology'. 50 Cent en Timberlake zingen dat ze 'moe' zijn van het gebruiken van 'Technology' (pornography) en dat ze het echte werk van de betreffende vrouwen willen zien. In de video van de track is te zien hoe 50 Cent en Timberlake met speciale brillen door de kleren van vrouwen heen kunnen kijken. De track deed het goed in veel landen. In de VS haalde het de 5e positie in de week dat ook Curtis uitkwam, in Engeland strandde het nummer op 2 en in de United World Chart bereikte het de 6e positie. In Nederland was de hoogste positie nummer 17.
Op 10 augustus lekte de video van de track "Follow My Lead" uit, een rustige ballad met de piano als basis en zang van Robin Thicke. Het gerucht ging dat 50 Cent woedend was op zijn label Interscope, omdat de video nooit had mogen uitlekken. Hij beweerde dat hem hiermee een hit werd ontnomen. Hoewel het er vooralsnog niet op lijkt dat de single inmiddels ook officieel is uitgekomen, stond de track wel in de Nederlandse tipparade, met als hoogste positie nummer 11.
Op 6 november 2007 werd de video van de hardcorehiphoptrack "I'll Still Kill" met Akon uitgebracht. De video begint met een klein stuk van de Remix van "I Get Money", die ook als bonustrack bij iTunes te downloaden viel bij Curtis. In de rest van de video zitten 50 Cent en Akon achter tralies, bewerend dat ze, als het echt nodig is, nog steeds zullen en kunnen doden. De single presteerde slecht en haalde de 95e positie in de Hot 100.
"Come & Go" stond gepland als zevende en laatste single voor Curtis, maar er gaan geruchten dat 50 Cent de single geannuleerd heeft.

## Curtis (50 Cent) vs. Graduation (Kanye West)
Nadat 50 Cent de verschijningsdatum van Curtis had uitgesteld van 19 maart naar 11 september, bleek in juli dat ook het volgende album van collega-rapper Kanye West naar 11 september werd verplaatst. Dit betekende een heftige strijd in de hiphopwereld om wie van beiden de meeste albums ging verkopen. 50 Cent gooide er nog een schepje bovenop door te zeggen dat hij met zijn carrière zou stoppen als Kanye West meer zou verkopen in de eerste week na het verschijnen van de twee albums. Hij zou dit later echter intrekken, nog wel voordat de twee albums uitkwamen.
Van Wests Graduation werden in de eerste week in de VS 957.000 platen verkocht, 50 Cent verkocht er 691.000, wat betekende dat Kanye West overtuigend had gewonnen in de VS. Het was de eerste keer dat er van twee albums binnen een week zo veel waren verkocht (sinds de telling hiervan in 1991 begon). Ook wereldwijd won Kanye West de strijd van 50 Cent met 1.153.000 voor Graduation en 921.000 voor Curtis. 50 Cent won echter de strijd in veel Europese landen, waarmee hij ook in Europa zelf op 1 binnenkwam, boven Graduation. Ook in Australië en Nieuw-Zeeland kwam Curtis op 1 binnen, maar aangezien Graduation in die landen later uitkwam, werd hij niet door Kanye beconcurreerd.
Op 21 november 2007 bekende Kanye West dat de battle tussen hem en 50 Cent één grote publiciteitsstunt was geweest, waarover ze samen van tevoren overlegd hadden. West zei ook dat hij begreep waarom 50 Cent had gezegd dat hij zou stoppen als Kanye meer platen zou verkopen, bewerend dat hij met die opmerkingen veel albums heeft verkocht. Verder gaf West aan dat 50 Cent een van zijn favoriete rappers is, en dat hij zich bijna schuldig voelde dat hij hem had verslagen. Dit betekent dat de twee rappers in ieder geval geen ruzie of 'beef' hadden.